# 訃報 2008年7月
訃報 2008年7月（ふほう 2008ねん7がつ）では、2008年7月中に物故した、又は物故が報じられた人物についてまとめる。

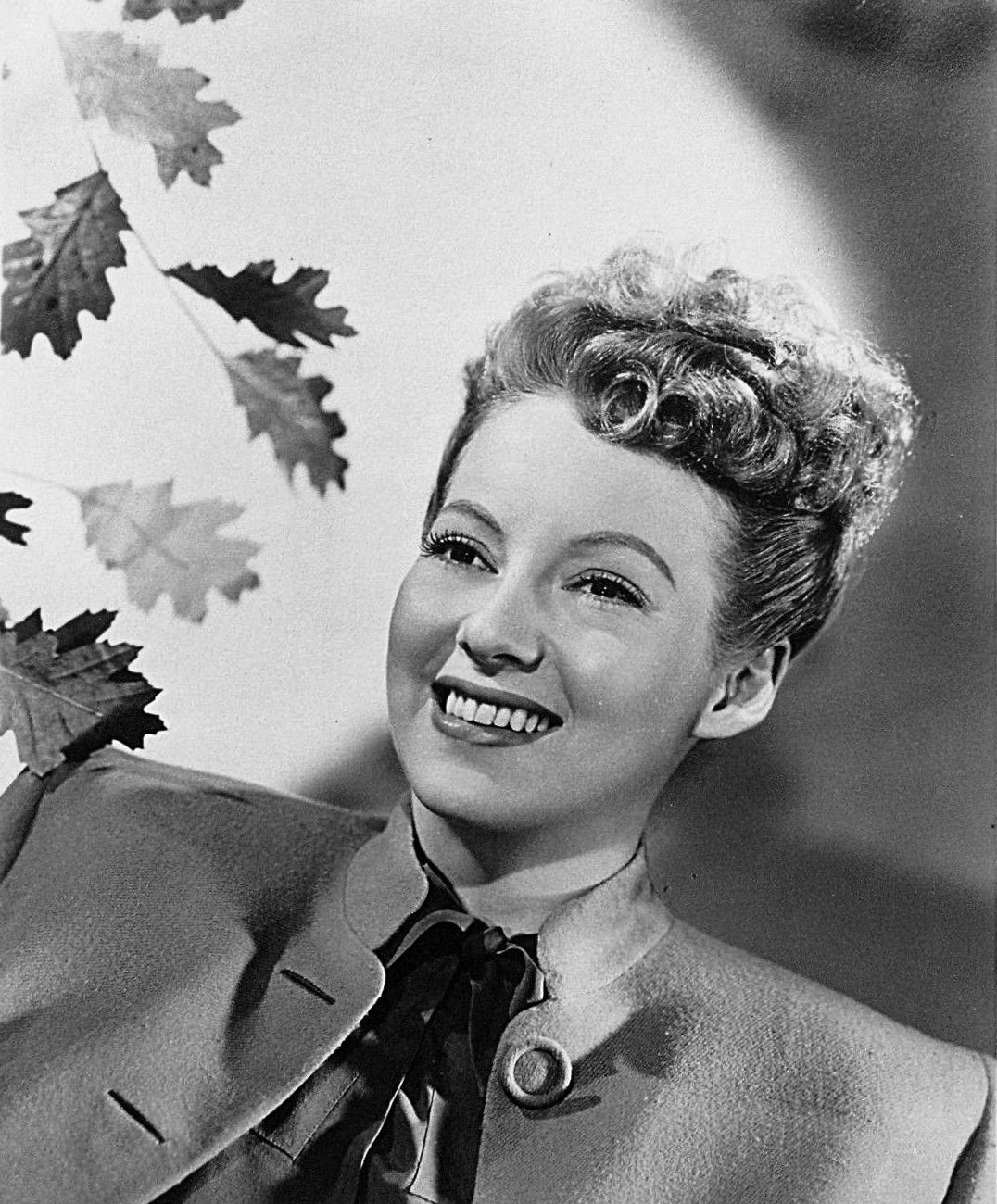
イヴリン・キース／7月4日没

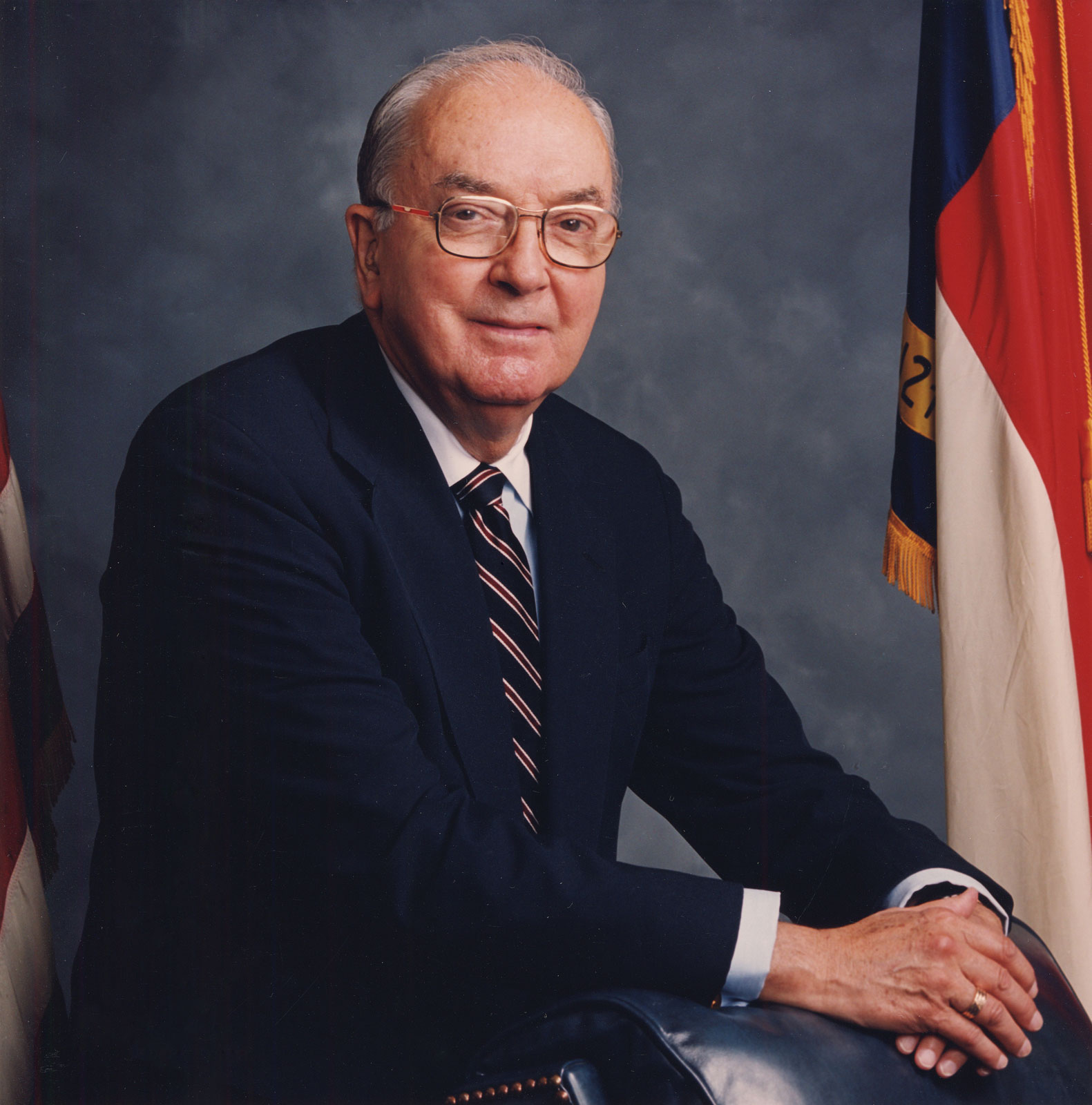
ジェシー・ヘルムズ／7月4日没

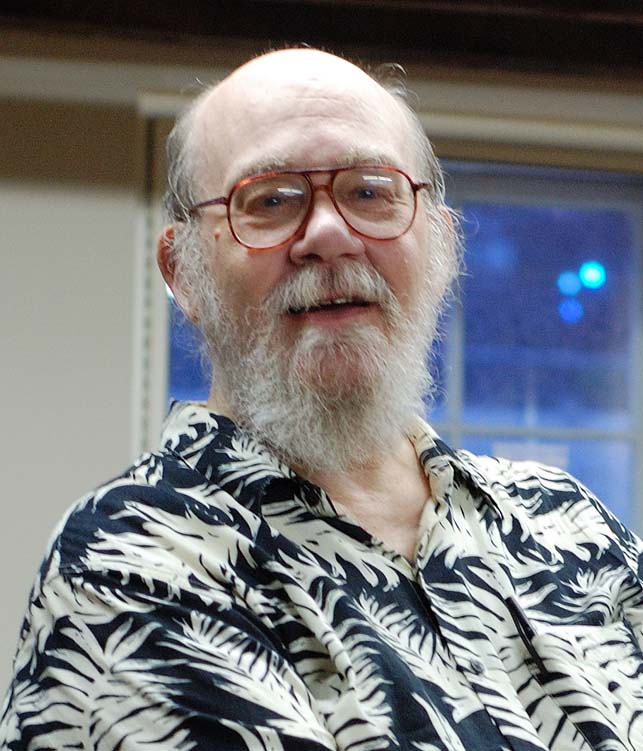
トマス・M・ディッシュ／7月4日没

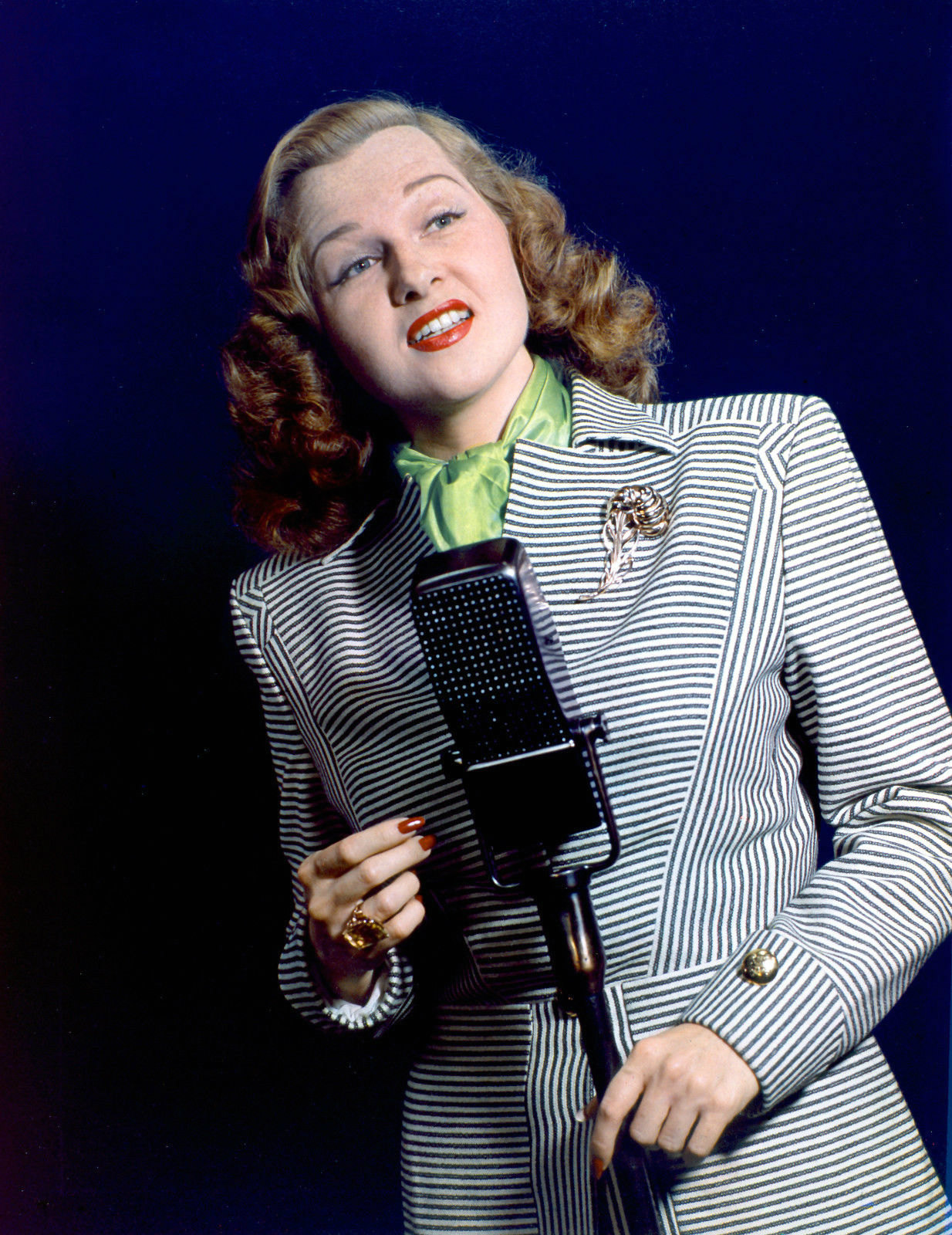
ジョー・スタッフォード／7月16日没

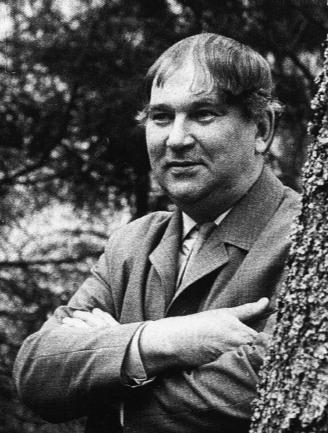
タウノ・マルッティネン／7月18日没

## （1日 - 15日）
- 7月1日 - 竹中規雄、機械工学者（* 1914年）
- 7月1日 - シモーネ・オルテガ（Simone Ortega）、スペインの料理本作家（* 1919年）
- 7月1日 - デヤン・メダコヴィッチ（Dejan Medaković）、セルビアの作家（* 1922年）
- 7月1日 - 佐竹昭広、国文学者（* 1928年）
- 7月1日 - 若林駿介、オーディオ評論家（* 1930年）
- 7月1日 - メル・ギャレー（Mel Galley）、イギリスのギタリスト（* 1948年）
- 7月2日 - 吉川博、元自由民主党参議院議員・元十四山村村長（* 1923年）
- 7月2日 - 和座一清、金沢大学名誉教授（* 1925年）
- 7月2日 - エリザベス・スプリッグス（Elizabeth Spriggs）、イギリスの女優（* 1929年）
- 7月2日 - 与那覇朝大、陶芸家（* 1934年）
- 7月2日 - ナターシャ・シュナイダー（Natasha Shneider）、ロシア生まれのミュージシャン（* 1956年）
- 7月3日 - 山本重信 - 通商産業省元事務次官（* 1915年）
- 7月3日 - 松野春樹、元郵政事務次官（* 1937年）
- 7月3日 - ハラルド・ハイデ＝ステェンJr.（Harald Heide-Steen Jr.）、ノルウェーの俳優（* 1939年）
- 7月4日 - 小池欣一、元内閣官房副長官【事務担当】（* 1916年）
- 7月4日 - イヴリン・キース、アメリカ合衆国の女優（* 1919年）
- 7月4日 - ジェシー・ヘルムズ、元アメリカ合衆国上院議員（* 1921年）
- 7月4日 - ヤンウィレム・ヴァン・デ・ウェテリンク、オランダの作家（* 1931年）
- 7月4日 - トマス・M・ディッシュ、アメリカ合衆国のSF作家（* 1940年）
- 7月5日 - 佐藤碧子、作家（* 1912年）
- 7月5日 - 工藤幸雄、詩人（* 1925年）
- 7月5日 - 辻兵吉、日本バスケットボール協会元会長（* 1925年）
- 7月5日 - 田平英二、近畿日本ツーリスト株式会社元社長（* 1934年）
- 7月5日 - ルネ・ハリス、ナウル元大統領（* 1948年）
- 7月6日 - ティック・フエン・クアン（Thich Huyen Quang）、ベトナム社会主義共和国の僧侶（* 1921年）
- 7月6日 - 鈴木文吾、鋳物師（* 1921年）
- 7月6日 - ノンナ・モルジュコーワ（Nonna Mordyukova）、ロシアの女優（* 1925年）
- 7月6日 - 泉名月、エッセイスト（* 1934年）
- 7月6日 - ボビー・ダーハム（Bobby Durham）、アメリカ合衆国のジャズドラマー（* 1937年）
- 7月6日 - マンド・ラモス、アメリカ合衆国のプロボクサー（* 1948年）
- 7月6日 - 木村慎吾、青森朝日放送元アナウンサー（* 1979年）
- 7月6日 - ダイアナ・オブライエン（Diana O'Brien）、カナダのファッションモデル（* 1986年）
- 7月7日 - ドリアン・レイ（Dorian Leigh）、アメリカ合衆国の元ファッションモデル（* 1917年）
- 7月7日 - ヒュー・メンドル（Hugh Mendl）、イギリスの音楽プロデューサー（* 1919年）
- 7月7日 - 淺川満、太郎次郎社代表（* 1933年）
- 7月7日 - ブルース・コナー（Bruce Conner）、アメリカ合衆国の芸術家（* 1933年）
- 7月7日 - 奥富敬之、歴史学者、日本医科大学名誉教授（* 1936年）
- 7月8日 - 鈴木清 、双葉社元会長（* 1925年）
- 7月8日 - アレックス・ダーベロフ（Alex d'Arbeloff）、アメリカ合衆国の実業家、テラダイン創立者（* 1927年）
- 7月8日 - 辻協、陶芸家（* 1930年）
- 7月9日 - デイヴィッド・オーズベル、心理学者（* 1918年）
- 7月9日 - 井上登、クリナップ創業者（* 1920年）
- 7月9日 - 工藤精一郎、ロシア文学者（* 1922年）
- 7月9日 - 森哲郎、漫画家（* 1928年）
- 7月9日 - チャールズ・H・ジョフィ、アメリカ合衆国の映画プロデューサー（* 1929年）
- 7月9日 - 佐保山堯春、東大寺大仏殿院主（* 1947年）
- 7月10日 - 三井孝昭、三井ハイテック創業者（* 1920年）
- 7月10日 - ロッキー青木（青木廣彰）、冒険家、実業家（* 1938年）
- 7月10日 - 戸塚洋二、物理学者、元高エネルギー加速器研究機構長（* 1942年）
- 7月10日 - スティーブ・ミンゴリ（Steve Mingori）、アメリカ合衆国の投手（* 1944年）
- 7月11日 - マイケル・ドゥベーキー（Michael E. DeBakey）、アメリカ合衆国の外科学者（* 1908年）
- 7月11日 - 野村彦忠、柔道家（* 1910年）
- 7月11日 - チャック・ストブス（Chuck Stobbs）、アメリカ合衆国の投手（* 1929年）
- 7月11日 - 田中俊幸、セントラル野球連盟元審判部長（* 1940年）
- 7月11日 - 羅田広（中国語版）、中華人民共和国の外交官、在大阪総領事・在札幌総領事（* 1952年）
- 7月12日 - オリーブ・ライリー（Olive Riley）、世界最高齢とされるオーストラリアのブロガー（* 1899年）
- 7月12日 - 蔡兆陽、中華民国交通部元部長 (* 1941年)
- 7月12日 - ボビー・マーサー（Bobby Murcer）、アメリカ合衆国の野球選手（* 1946年）
- 7月12日 - トニー・スノー（Tony Snow）、元アメリカ合衆国大統領報道官（* 1955年）
- 7月13日 - ジェラルド・ウィギンズ（Gerald Wiggins）、アメリカ合衆国のジャズピアニスト（* 1922年）
- 7月13日 - ブロニスワフ・ゲレメク、ポーランドの社会史学者・政治家（* 1932年）
- 7月13日 - レス・クレーン（Les Crane）、アメリカ合衆国の司会者（* 1933年）
- 7月13日 - デーブ・リケッツ（Dave Ricketts）、アメリカ合衆国の野球選手（* 1935年）
- 7月13日 - 武内伸、日本ラーメン協会副理事長（* 1960年）
- 7月14日 - ヘンキー・クールスタ（Henki Kolstad）、ノルウェーの俳優（* 1915年）
- 7月14日 - 大野晋、言語学者（* 1919年）
- 7月14日 - 岡田勲、御幸ホールディングス元社長（* 1934年）
- 7月14日 - 鶴岡俊彦、農林水産省元事務次官（* 1936年）
- 7月15日 - 新井淑也、秋田朝日放送元社長（* 1939年）
- 7月15日 - 石田文樹、横浜ベイスターズ球団職員、元プロ野球選手（* 1966年）
- 7月15日 - コロニチ・ジェルジ（Kolonics György）、ハンガリーのカヌー選手（* 1972年）
- 7月15日 - ジョナタ・ミニョッツィ（Gionata Mingozzi）、イタリアのサッカー選手（* 1984年）

## （16日 - 31日）
- 7月16日 - ジョー・スタッフォード（Jo Stafford）、アメリカ合衆国のポピュラー音楽歌手（* 1917年）
- 7月16日 - 坂入和郎、自衛隊元海将（* 1932年）
- 7月17日 - ラリー・ヘインズ（Larry Haines）、アメリカ合衆国の俳優（* 1918年）
- 7月17日 - 関口雄揮、日本画家（* 1923年）
- 7月17日 - 國尾武、慶應義塾大学名誉教授（* 1924年）
- 7月17日 - 千野忠男、アジア開発銀行元総裁（* 1934年）
- 7月17日 - 石井徳昌、法政大学ラグビー部元監督（* 1936年）
- 7月17日 - 和田充雄、北海道大学大学院教授（* 1947年）
- 7月18日 - タウノ・マルッティネン、フィンランドの作曲家（* 1912年）
- 7月18日 - 八木健三、北海道大学・東北大学名誉教授（* 1914年）
- 7月18日 - 永山政一、北海道大学名誉教授（* 1923年）
- 7月19日 - デルシー・ゴンサルヴェス（Dercy Gonçalves）、ブラジルの女優（* 1907年）
- 7月19日 - 斎藤義雄、きんでん元会長（* 1910年）
- 7月19日 - 川島一郎、東京高等裁判所元長官（* 1917年）
- 7月19日 - ジェローム・ホルツマン（Jerome Holtzman）、アメリカ合衆国の新聞記者（* 1926年）
- 7月19日 - 大野桂、演芸作家（* 1930年）
- 7月20日 - 伊藤嘉夫、丸運元社長（* 1913年）
- 7月20日 - 佐々木寅夫、洋画家（* 1938年）
- 7月20日 - アーティ・トラウム（Artie Traum）、アメリカ合衆国のフォークシンガー・ギタリスト（* 1943年）
- 7月21日 - 武藤静子、小児栄養学者、日本女子大学名誉教授（* 1910年）
- 7月21日 - ドナルド・ストークス（Donald Stokes）、アメリカ合衆国の実業家（* 1914年）
- 7月21日 - アディル・ズルフィカルパシッチ、ボスニア・ヘルツェゴビナの政治家（* 1921年）
- 7月21日 - 文明子（ko:문명자）、亡命大韓民国人ジャーナリスト（* 1931年）
- 7月22日? - 都城秋穂、地質学者（* 1920年）
- 7月22日 - ビクター・マキューズィック（Victor A. McKusick）、アメリカ合衆国の遺伝学者（* 1921年）
- 7月22日 - エステル・ゲティ、アメリカ合衆国の女優（* 1923年）
- 7月22日 - ジョー・ベック（Joe Beck）、アメリカ合衆国のジャズギタリスト（* 1945年）
- 7月23日 - 笹井昭孝、専修大学名誉教授（* 1919年）
- 7月23日 - 岩崎寛弥、三菱財閥創業家・岩崎家の当主、三菱銀行取締役・東山農事社長を歴任（* 1930年）
- 7月23日 - アフメト・ハッジパシッチ（Ahmet Hadžipašić）、ボスニア・ヘルツェゴビナの政治家、元ボスニア・ヘルツェゴビナ連邦首相（* 1952年）
- 7月23日 - N・ロビン・クロスビー（N. Robin Crossby）、カナダのゲームデザイナー（* 1954年）
- 7月24日 - ノーマン・デロ＝ジョイオ、アメリカ合衆国の作曲家（* 1913年）
- 7月24日 - ランディ・パウシュ、カーネギーメロン大学教授（* 1960年）
- 7月25日 - ミハイル・プゴフキン（Mikhail Pugovkin）、ロシアの俳優（* 1923年）
- 7月25日 - ジョニー・グリフィン、アメリカ合衆国生まれのジャズサクソフォーン奏者（* 1928年）
- 7月25日 - ブルース・アドラー（Bruce Adler）、アメリカ合衆国の俳優（* 1944年）
- 7月25日 - ハイラム・ブロック、アメリカ合衆国のジャズギタリスト（* 1955年）
- 7月26日 - 賀集唱、東京高等裁判所元統括判事（* 1925年）
- 7月26日 - 鈴木万美子、元タレント/レースクイーン（* 1975年）
- 7月27日 - マリサ・メルリーニ（Marisa Merlini）、イタリアの女優（* 1923年）
- 7月27日 - 細田富男、陸上競技元選手、ヘルシンキオリンピック元日本代表選手（* 1926年）
- 7月27日 - ユーセフ・シャヒーン、エジプトの映画監督（* 1926年）
- 7月27日 - ホルスト・シュタイン、ドイツの指揮者（* 1928年）
- 7月27日 - フェンウィック・ランズダウン（Fenwick Lansdowne）、カナダの芸術家（* 1937年）
- 7月27日 - ラス・ギブソン（Russ Gibson）、アメリカ合衆国の野球選手（* 1939年）
- 7月27日 - グラハム・クラーラン（Graeme Crallan）、イギリスのドラマー（* 1958年）
- 7月27日 - 越智順子、ゴスペル・ジャズシンガー（* 1965年）
- 7月28日 - 和田博徳、慶應義塾大学名誉教授（* 1922年）
- 7月28日 - ウェンド・コロソイ（Wendo Kolosoy）、コンゴのミュージシャン（* 1925年）
- 7月28日 - 磨伊正義、金沢大学名誉教授（* 1938年）
- 7月28日 - ミダト・ムルシ（Midhat Mursi）、アルカーイダのメンバー（* 1953年）
- 7月29日 - ルーサー・デイヴィス（Luther Davis）、アメリカ合衆国の脚本家（* 1916年）
- 7月29日 - 岩田弘志、元室蘭市長（* 1925年）
- 7月29日 - 柳沼重剛、西洋古典文学者、筑波大学名誉教授（* 1926年）
- 7月29日 - ブルース・イビンズ、アメリカ合衆国陸軍感染症医学研究所の科学者、アメリカ炭疽菌事件の犯人とされる人物（* 1946年）
- 7月29日 - メート・パルロフ、ユーゴスラビア出身のボクサー（* 1948年）
- 7月30日 - アルフォンソ・ダンテス、メキシコのプロレスラー（* 1943年）
- 7月31日 - 李清俊、大韓民国の小説家（* 1939年）